# George Sisler
George Sisler (24 de marzo de 1893 – 26 de marzo de 1973) fue un jugador de béisbol de Estados Unidos que actuó en las Grandes Ligas durante 15 temporadas, principalmente como primera base. Aunque su carrera finalizó en 1930, fue el líder de las Grandes Ligas en hits, para una temporada, desde 1920 hasta el 2004.
Sisler fue elegido para el Salón de la Fama en 1939. Es uno de los 14 jugadores de los Orioles que pertenecen al Salón por su etapa como St. Louis Browns.

## Carrera en Grandes Ligas
Sisler comenzó su Carrera en las Mayores como lanzador para los Browns en 1915. Los siguientes años alternó como primera base y lanzador para aprovechar sus habilidades en el bateo. Logró como pitcher 5 victorias y 6 reveses con 2.35 de promedio de carreras limpias en 24 apariciones en el montículo, incluidas dos victorias sobre Walter Johnson.
En 1920, Sisler jugó todos los inning de cada partido de la temporada, robando 42 bases (segundo de la Liga Americana), con 257 hits y .407 de average, rompiendo el récord de hits de Ty Cobb para una temporada impuesto en 1911. La marca se mantuvo hasta la temporada del 2004 cuando Ichiro Suzuki logró 262 hits. Además, en 1920, Sisler quedó segundo de la Liga Americana en dobles y triples así como segundo detrás de Babe Ruth en carreras impulsadas y cuadrangulares.
En 1922, Sisler logró una cadena de 41 partidos consecutivos bateando de hit, récord que permaneció hasta ser superado por Joe DiMaggio en 1941. Su average de .420 es el tercero mayor de las Grandes Ligas durante el siglo XX, superado solo por el .424 de Rogers Hornsby en 1924 y el .426 de Nap Lajoie en 1901. Ese año fue seleccionado como MVP de la Liga Americana, el primer año que el premio fue concedido.
Sisler robó más de 25 bases por temporada desde 1916 hasta 1922, logrando 51 el último año y liderando la Liga tres veces. Igualmente logró el récord de anotadas de la Liga con 134.
En 1999, “The Sporting News” lo ubicó en el puesto 33 de la lista de los 100 mejores jugadores de béisbol de la historia (100 Greatest Baseball Players) y fue el octavo primera base más votado por los aficionados para el Juego de la Centuria de las Grandes Ligas (Major League Baseball All-Century Team).